# گری ایگل (مینه‌سوتا)
گری ایگل، مینه‌سوتا (به انگلیسی: Grey Eagle, Minnesota) یک شهر در ایالات متحده آمریکا است که در شهرستان تاد واقع شده‌است.

## خصوصیات
گری ایگل ۰٫۹۶ کیلومترمربع مساحت و ۳۴۸ نفر جمعیت دارد و ۳۷۳ متر بالاتر از سطح دریا واقع شده‌است.